# Lieuwe Steiger
Lieuwe Steiger (* 15. April 1924 in Haarlem; † 17. Oktober 2006 in Eindhoven) war ein niederländischer Fußballspieler. Der Tormann stand 16 Jahre lang im Kader des niederländischen Ehrendivisionärs PSV Eindhoven, mit dem er 1950 den KNVB-Beker und im Jahr darauf die Niederländische Meisterschaft gewann. Zwischen 1953 und 1954 bestritt er sieben Länderspiele im Trikot der niederländischen Fußballnationalmannschaft.

## Karriere
Im Alter von fünf Jahren kam Steiger nach Eindhoven, wo sein Vater beim Glühlampenhersteller Philips eine Anstellung gefunden hatte. Mit zwölf Jahren schloss er sich der Jugendmannschaft der PSV Eindhoven an. Bereits damals stand er im Tor und entwickelte dort sein überdurchschnittliches Talent. Bereits als 18-Jähriger gelang ihm 1942 der Sprung in die erste Mannschaft und er wurde Nachfolger von Stammtorhüter Leo Boumans. Auf Steigers Leistungen wurden auch die Verantwortlichen des niederländischen Fußballbundes KNVB aufmerksam und beriefen ihn in die Regionalauswahl der südlichen Niederlande.
Bei seinem Verein PSV war Steiger eine der tragenden Stützen der Mannschaft. In 16 Jahren bestritt er 383 Spiele für den Club, womit in der ewigen Rangliste aller Spieler des Vereins auf Rang 5 liegt. 1950 holte er mit seinem Team zum ersten Mal in der Vereinsgeschichte den KNVB-Becher und feierte im Jahr darauf mit dem Gewinn der Niederländischen Meisterschaft den größten Erfolg seiner Karriere. Er stand in der ersten niederländischen Mannschaft, die 1955 am Europapokal der Landesmeister teilnahm.
Erst sehr spät, nach elf Jahren im Tor der PSV, wurde Steiger in die niederländische Fußballnationalmannschaft berufen. Sein erstes Länderspiel absolvierte er am 27. September 1953 gegen Norwegen. Seine Zeit im Oranje-Trikot verlief jedoch frustrierend. Bei sieben Einsätzen kassierte er 21 Gegentreffer und wurde schließlich Ende 1954 durch Frans de Munck ersetzt.
1957 beendete Steiger im Alter von 33 Jahren seine aktive Laufbahn, um sich seiner beruflichen Karriere zu widmen. Nach zwei Jahren ohne Praxis kehrte er als Ersatzmann für den verletzten Pim Bekkering noch einmal in das Tor der PSV zurück, verletzte sich aber nach vier Einsätzen selbst. Danach bestritt er keine Spiele mehr.